# Straumsøyna
Straumsøyna ou Straumsøyni est une île dans le landskap Sunnhordland du comté de Vestland. Elle appartient administrativement à Lindås.

## Géographie
Rocheuse et couverte d'arbres, elle s'étend sur environ 1,289 km de longueur pour une largeur approximative maximale de 374 m. Elle compte 3 habitations. 